# PFM-1

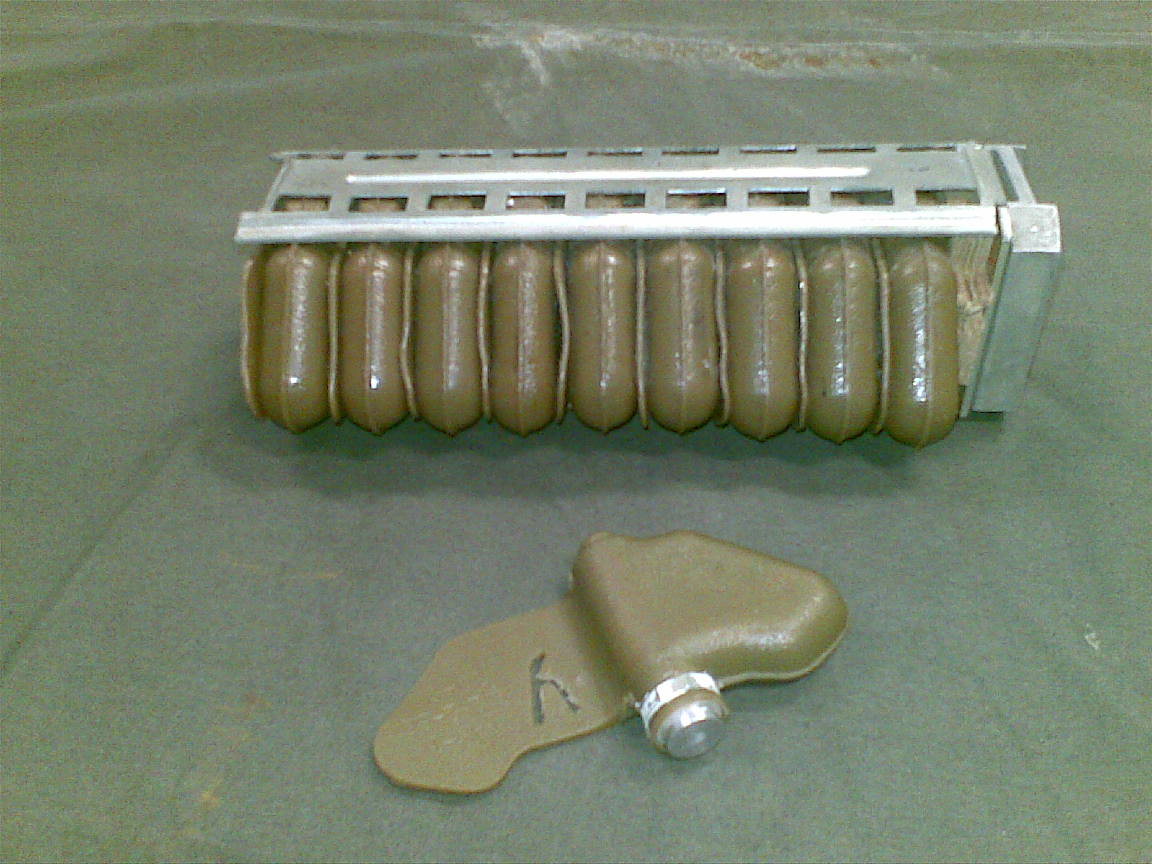
Mina PFM-1

PFM-1 (v ruštině zkratka pro protipěchotní trhavo-tříštivou minu, rusky противопехотная фугасная мина; označení NATO Green Parrot), též známá jako motýlí mina, je protipěchotní mina sovětské provenience, velmi podobná tvarem a principem činnosti typu BLU-43 používanému armádou USA, ale s odlišnou výbušnou náplní.

## Princip činnosti
Mina je v podstatě plastový sáček obsahující výbušnou kapalinu. Mina je během skladování zajištěna závlačkou. Ve chvíli, kdy je závlačka odstraněna, je uvnitř miny plovák tlačen pružinou, dokud nenarazí na detonátor, přičemž v tu chvíli je mina odjištěna. Toto trvá mezi jednou a čtyřiceti minutami, což dovoluje, aby mina byla umístěna ručně či svržena ze vzduchu.
Deformace měkkého plastového obalu způsobí, že plovák se dotkne detonátoru, čímž je mina odpálena. Protože tělo miny působí jako kumulativní tlakové čidlo, je zacházení s minou extrémně nebezpečné: zatížení hmotností 5 kg a více stačí k její iniciaci. Náplň je zpravidla nesmrtící, ačkoli plně dostačuje k destrukci části paty v případě, že člověk na minu šlápne. Tato mina je dětmi často mylně považována za hračku, přičemž výsledkem je většinou utržená horní končetina. U jedné z verzí této miny, PFM-1S, dochází k sebedestrukci v rozpětí většinou od jedné do čtyřiceti hodin od odjištění, přičemž 85 % min je zničeno do 80 hodin od odjištění.
Mina může být shazována z vrtulníků i umisťována ručně pěchotou. V druhém případě je větší množství min rozmístěno v kruhu o průměru přibližně 15 metrů. Jakmile je mina PFM-1 odjištěna, nemůže již být deaktivována. Standardní odminovací procedura je zničení na místě pomocí odpálení malé nálože vedle dané miny.

## Operační použití
PFM-1 byla především užívána během sovětské invaze do Afghánistánu, kdy si vyžádala velké množství obětí mezi dětmi kvůli její tvarové a barevné podobnosti s hračkami. Výbuch miny často způsoboval traumata rukou a hlavy, která byla často smrtelná. Tato charakteristika učinila tento konkrétní typ miny hlavním cílem mezinárodní kampaně za zákaz pěchotních min. Částečně kvůli antisovětské nenávisti a vysokému množství dětských obětí této miny se v Afghánistánu říká, že mina byla záměrně zkonstruována, aby přitahovala pozornost dětí; ve skutečnosti byl tvar miny určen z aerodynamických důvodů. Z  použití těchto min se také obviňují Rusko a Ukrajina, které je měly použít během konfliktu na Ukrajině.

## Specifikace
- Hmotnost: 75 g
- Náplň: 37 g kapalné výbušné látky VS6-D nebo VS-60D
- Zapalovač: MVDM/VGM-572
- Délka: 120 mm
- Šířka: 20 mm
- Výška: 61 mm
- Spouštěcí tlak: 5–25 kg